# Ulica Raszkowska w Ostrowie Wielkopolskim
Ulica Raszkowska – ulica położona w Ostrowie Wielkopolskim, na osiedlu Śródmieście. Biegnie od Rynku do Mostu Krotoszyńskiego.

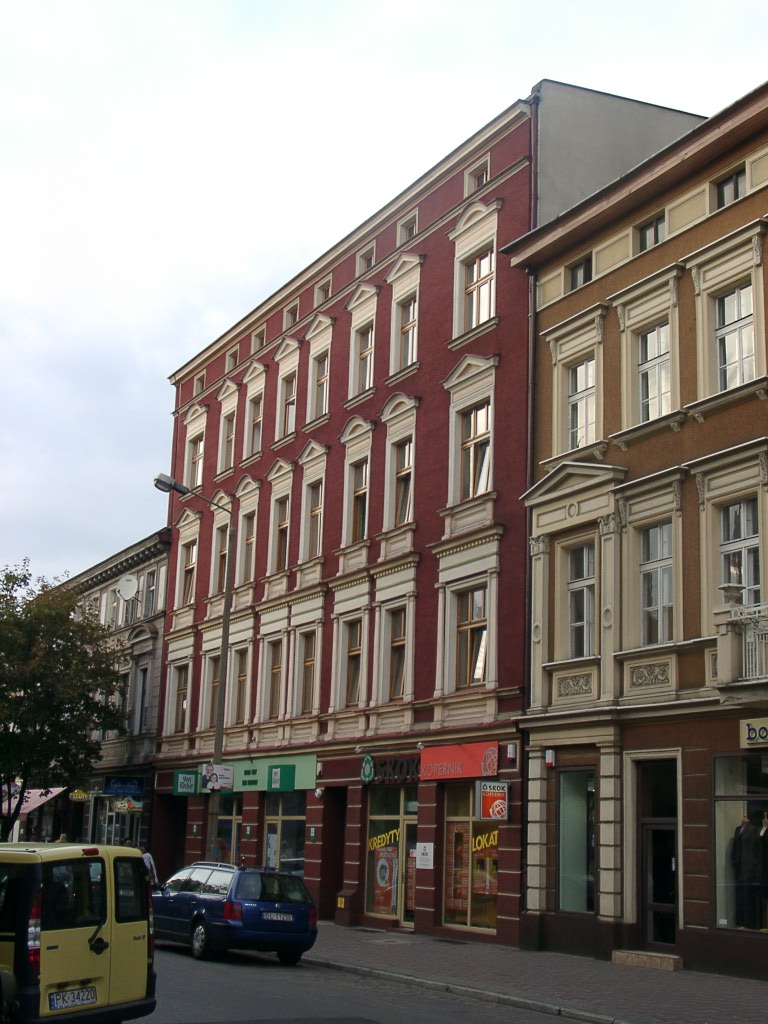
Kamienica pod numerem 14

Ulica razem z Kaliską były niegdyś głównymi drogami miasta. Tworzyły jeden węzeł komunikacyjny wygięty w formie łuku w stronę Rynku. Do II wojny światowej ulica Raszkowska biegła aż do granicy z Radłowem (przez dzisiejsze ulice Spichrzową, Młyńską i Radłowską) przez nieistniejący dziś wiadukt kolejowy. W latach 1896–1906 przez ulicę Raszkowską przebiegała linia kolejowa w kierunku Nowych Skalmierzyc, której fragment zachował się do dziś (bocznica przemysłowa na skrzyżowaniu z Dworcową).
Na rok 2022 zaplanowano rewitalizację ulicy na wzór ostrowskiego deptaku (ulicy Kolejowej).

## Najważniejsze obiekty[2]
- Nowa Synagoga — przy skrzyżowaniu z ul. M. Konopnickiej, wybudowana w stylu mauretańskim w latach 1857–1860 w dawnej dzielnicy żydowskiej. Jedyna w Polsce zachowana wielkomiejska synagoga w stylu mauretańskim. Uważana za najcenniejszy zabytek architektury sakralnej miasta. Obecnie mieści Centrum Kultury Forum Synagoga.

- Punkt Informacji Turystycznej — przy skrzyżowaniu ze Starotargową (Starotargowa 5).
- Ostrowskie Centrum Kultury (przy skrzyżowaniu z Wolności – Wolności 2) — dawny Teatr Miejski (z 1913 roku) ze Starą Biblioteką (z ok. 1875 roku). Główny ośrodek kulturalny w Ostrowie.
- Kościół św. Antoniego Padewskiego (przy skrzyżowaniu z Wojska Polskiego) — bazylika z 1938 roku, zbudowana według projektu zgłoszonego na konkurs na Świątynię Opatrzności Bożej w Warszawie.
- III i IV Liceum Ogólnokształcące — zespół dwóch budynków szkolnych przy skrzyżowaniu z ul. Wojska Polskiego.
- Stary Browar — Browar powstał w 1839 roku, a w 1872 przeszedł w ręce Richarda Hirscha. Istniał do 2001 roku[5].
- Secesyjna willa Schulza przy Raszkowskiej 47 — dwukondygnacyjny budynek z 1905 roku. Bogato zdobiona willa była siedzibą loży masońskiej.
- Stara Przepompownia — budynek przepompowni ścieków wybudowany około 1910 roku. Architektura przypomina architekturę willową. Ozdabia go sześć witraży przedstawiających charakterystyczne miejsca Ostrowa. Od remontu zakończonego w 2016 roku znajduje się tu klub[6].
- Samolot LIM-1 — postawiony przy Moście Krotoszyńskim z okazji 1000-lecia Państwa Polskiego i 20-lecia Aeroklubu Ostrowskiego w 1966 roku. Został wyremontowany w 2018 roku[7].